# Hyundai KIA Kappa
| Hyundai/KIA                                  | Hyundai/KIA                                                         |
| -------------------------------------------- | ------------------------------------------------------------------- |
| Hyundai-i10-Motorraum mit 1,25-L-Kappa-Motor |                                                                     |
| Kappa                                        |                                                                     |
| Hersteller:                                  | Hyundai/KIA                                                         |
| Produktionszeitraum:                         | 2008–heute                                                          |
| Bauform:                                     | Reihendreizylinder/Reihenvierzylinder                               |
| Motoren:                                     | 1,0 L (998 cm³) 1,2 L (1197 cm³) 1,25 L (1248 cm³) 1,4 L (1353 cm³) |
| Zylinder-Zündfolge:                          | 1-3-2/1-3-4-2                                                       |
| Vorgängermodell:                             | Epsilon                                                             |
| Nachfolgemodell:                             | keines                                                              |
| Ähnliche Modelle:                            | Gamma                                                               |

Kappa ist eine Baureihe von Drei- und Vierzylinder-Ottomotoren von Hyundai/KIA mit zwei obenliegenden Nockenwellen und 4 Ventilen pro Zylinder. Die Motoren werden in Hwaseong (Südkorea) und Irrungattukatoi (Indien) gebaut.
Die Kappa-Reihe wird seit 15. Juli 2008 als technisch aufwendigere Ergänzung zur Epsilon-Serie gebaut, erkennbar wird dies etwa am anderthalb Kilogramm geringeren Gewicht bei größerem Hubraum. Mit 82 kg Trockengewicht sei dies laut Hersteller die leichteste im Segment der Kleinstwagen. Der 2011 dazugekommene Dreizylinder ist mit 71,4 kg noch etwas leichter. Die Entwicklung startete 2006 nach Fertigstellung der Gamma-Serie und kostete 421 Millionen Dollar.
Motorblock und Zylinderkopf bestehen aus Aluminium. Alle drei Motoren haben eine einheitliche Bohrung von 71,0 mm. Die 1,2-Liter-Variante ist nur für Indien bestimmt.
Wie in der Gamma-Reihe wird das Motorsteuergerät von Bosch geliefert. Es hat zwei 16-Bit-Chips, die bei 32 MHz arbeiten.
Die Nockenwellen werden mit einer wartungsfreien Steuerkette angetrieben, die Nebenaggregate von einem Keilrippenriemen, der turnusmäßig alle 160.000 km ausgetauscht werden muss und keinen Riemenspanner benötigt.
Die Ventile werden über Rollenschlepphebel betätigt. Die eine Seite drückt das Ventil nach unten, das Widerlager auf der anderen Seite sitzt auf einem Hydrolifter, der von einer eingebauten Feder bündig angelegt wird. Diese Form des Ventilspielausgleichs ist wartungsfrei, selbst eine Inspektion ist im Wartungsplan nicht vorgesehen. Eine Abnutzung würde sich durch ein Tickgeräusch mitteilen.

## Kappa

Ein Offset der Kurbelwelle reduziert die Reibung im Zylinder

Die Kappa-Reihe ist eine vereinfachte Variante der Gamma-Reihe. Außer der Motorabdeckung wurde dafür in dieser ersten Serie die Nockenwellenverstellung CVVT entfernt. Das Motorspanneisen deckt gleichzeitig die Steuerkette ab und spart somit ein Bauteil, Gewicht und Kosten.
Ebenso wie die Gamma-Reihe, erhielt auch die Kappa-Reihe eine zur Ebene der Zylinderachsen leicht versetzte Kurbelwelle. Die Kolben werden durch die Drehbewegung der Kurbelwelle ständig an eine Zylinderwand gedrückt. Ein Versatz der Position lässt sie nun in der Zündphase reibungsärmer nach unten gleiten. Dies senkt die Reibung im Motor und damit den Verbrauch, aber auch die Vibrationen. Toyota geht im Prius ähnlich vor. Die Kolben wurden zudem mit einer MoS2-Beschichtung reibungsreduziert, genauso wirkt die Chrom-Nitrid-Beschichtung an den Kolbenringen. Letztere erschien zuvor im Tau V8.
Die eingesetzten M12-'Long Reach'-Zündkerzen schaffen durch ihren längeren schmalen Schaft einen größeren Raum für die Wasserkühlung am Zylinder. Damit sinkt dessen Temperatur und mit ihr die Klopfneigung des Gemisches. Auch die Ventile konnten dadurch vergrößert werden, was der Luft ein schnelleres Einströmen ermöglicht – bei hohen Drehzahlen ein leistungssteigernder Effekt.
Zwischen den Zylinderwänden wurde ein motorblockintegrierter Leiterrahmen zur Vibrationsreduzierung eingefügt. Durch die bessere Wärmeleitfähigkeit des Aluminiums wird die Betriebstemperatur schneller erreicht und Reibung durch ungleichmäßig ausgedehnte Zylinder vermieden.

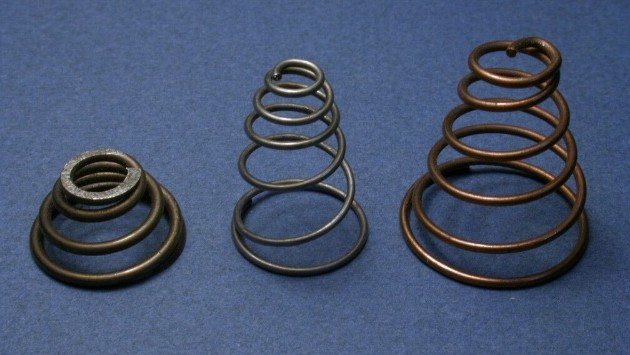
Federn dieser Bauform verringern den Energieaufwand beim Öffnen der Ventile

Detailideen stecken in der trichterförmigen Ventilfeder, welche ihrerseits Gewicht spart und durch ihren weniger starken Federdruck, der Nockenwelle Energie beim Öffnen. Direkt daneben reduziert der Rollenschlepphebel die Friktionen des hydraulischen Ventilspielausgleichs, der wiederum das Ventilspiel dauerhaft auf Null reduziert und damit Tickgeräusche vermeidet. Hierfür ist allerdings im Gegensatz zu mechanischen Tassenstößeln verstärkt auf Ölqualität und -stand zu achten. Ist der Hydrolifter etwa durch zu niedrigen Ölstand teilweise mit Luft gefüllt, kann er das Spiel nicht ausgleichen und es kommt zu Tickgeräuschen. Die Kombination von Hydroliftern mit Rollenschlepphebeln ist die reibungsärmste und in der Herstellung teuerste Form der Ventilbetätigung. Sie ist zugleich die einzige, für die Hyundai/KIA keine Inspektionen mehr vorsieht – sie ist wartungsfrei.
Der Verbrauch beträgt laut Hersteller 5,2 Liter, die bei sparsamer Fahrweise auch erreicht werden. Bei 20 Prozent Mehrleistung verbraucht er damit gleich viel wie ein 1,1-L-Epsilon-Motor.

## Kappa II
Zwischen Oktober 2010 und Jahresende ergänzte der Hersteller einen Dreizylindermotor und stattete die Reihe mit variablen Ventilsteuerungen aus. Damit begann die Kappa-2-Serie. Nach dem Debüt der 1,2-L-Variante für Indien folgte die Premiere der weiteren Motoren in Paris. Sie wurden im Jahr 2011 auf den Markt gebracht, in dessen Verlauf sie auch Europa erreichten.

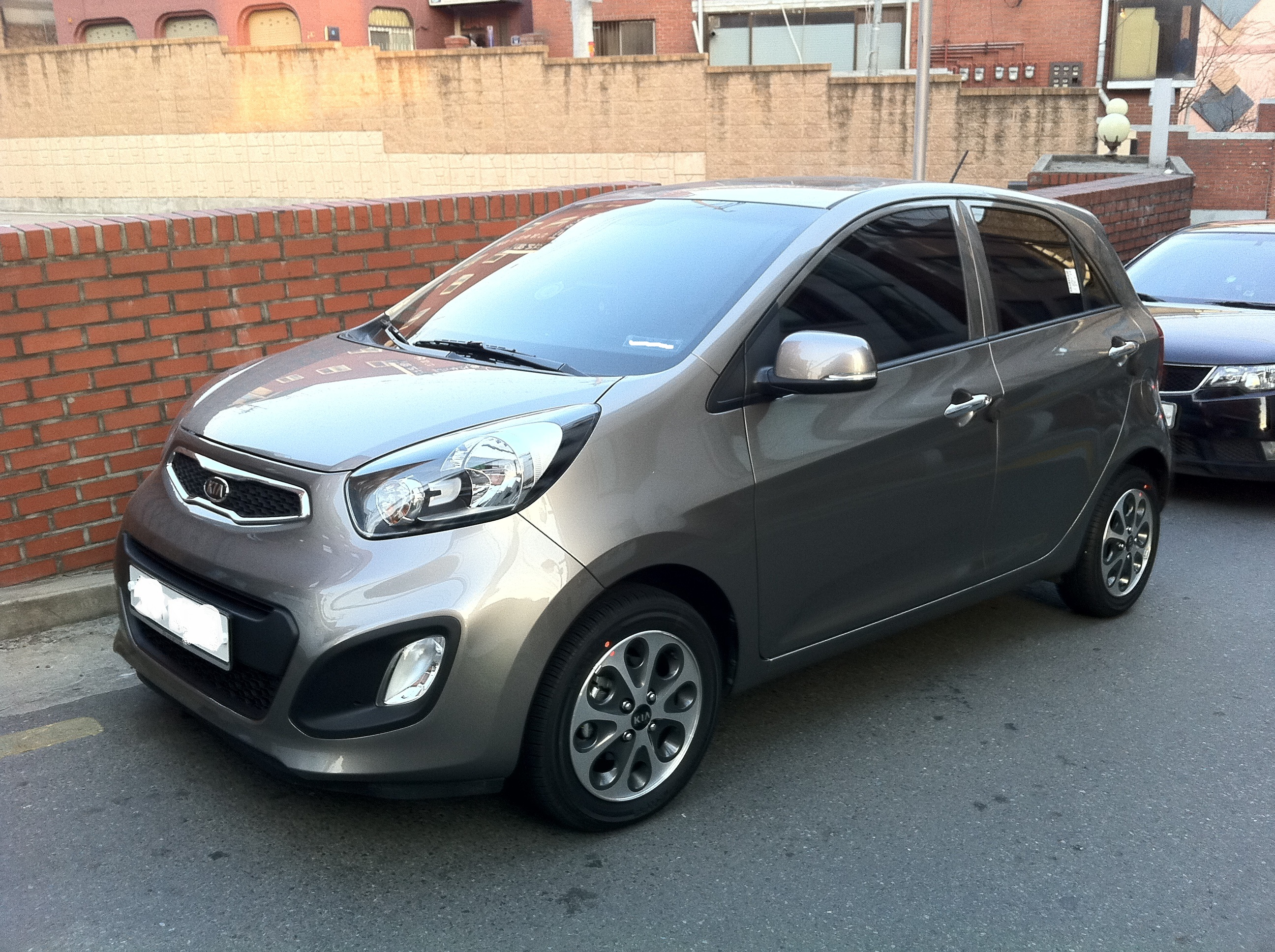
Erhält als einziges Modell ausschließlich Kappa-Motoren: der KIA Picanto

Für den 1,2-L-Motor wurde die einfachste variable Ventilsteuerung des Herstellers unter neuem Namen eingesetzt. Das VTVT-System (sonst CVVT) variiert namensgemäß den Öffnungszeitpunkt der Einlassventile durch Verdrehen der Nockenwelle. Der „Variable Timing Valve Train“ hat damit Einfluss auf die Überschneidung der Ventilöffnung zwischen Einlass- und Auslassseite, nicht aber auf den Ventilhub und damit die Öffnungsdauer. Er ist daher vergleichbar mit dem Einzel-VANOS von BMW. Außer einem besseren Drehmoment im unteren Drehzahlbereich, reduziert er vor allem die Stickoxidwerte, indem die abgasrückführende Wirkung einer großen Überschneidung genutzt wird – hierbei wird bereits ausgestoßenes Abgas wieder zurück in den Brennraum gesaugt. Weil die VTVT serienmäßig eingebaut ist, wird sie nicht immer aufgeführt, ist aber anhand der Motorserie erkennbar. Diese findet im Zielmarkt Indien dazu prominente Erwähnung.
Der 1,25-L-Motor erhielt eine D-CVVT (Dual-Continuously Variable Valve Timing) benannte Nockenwellenverstellung für die Einlass- und Auslassseite. Sie steigert die Leistung von 77 auf 86 PS und unterscheidet sich nur durch die zusätzliche Variierung der Auslassseite von der VTVT des 1,2-L-Motors.
Der 1,0-L-Dreizylinder kam mit dieser Serie neu hinzu und leistet 69 PS. Er ist der technisch aufwändigste der Serie. Außer der D-CVVT ist dieser Motor mit einem Schaltsaugrohr (Variable Induction System) ausgerüstet. Dieses berücksichtigt das Pulsieren der Luft im Saugrohr, welches durch das Öffnen und Schließen der Ventile entsteht. Finden diese Unter- und Überdruckimpulse einen ihrem Rhythmus angepassten Weg in den Zylinder, entsteht ein leichter Resonanzaufladungs-Effekt. Dazu wird mit einer Klappe zwischen einem kurzen Luftweg bei niedrigen und hohen Drehzahlen und einer längeren Luftführung bei mittleren Drehzahlen umgeschaltet, was ein gleichbleibend hohes Drehmoment ergibt. Für diesen Motor wurde auch die Mitte 2009 eingeführte Stopp-Start-Automatik Idle Stopp & Go angepasst. Entwicklungspartner beim ISG war Bosch, deren Steuergeräte bereits in mehreren Motorreihen von Hyundai/KIA arbeiten. Zur Verbrauchsminderung wurde die Reibung weiterer Bauteile reduziert. Beispielsweise erhielten die Kontaktflächen der durch die Nockenwelle betätigten Ventilwippen hierzu eine diamantähnliche Kohlenstoffschicht, die Kolben- und Kolbenring-Beschichtungen blieben die gleichen wie bei allen Kappa-Motoren (siehe hier). All diese Maßnahmen stärken den Motor jedoch kaum über das Niveau seines Vorgängers Epsilon iRDE 2 – reduziert die CO2-Emission aber auf 99 g/km im Normtestzyklus. Realverbrauchswerte stehen noch aus.
Eine Turbovariante des 1,0-L-Motors debütierte auf der Seoul Motor Show 2011 mit 110 PS und 137 Nm zwischen 1500 und 4500 Umdrehungen. Ihr Marktstart in Klein- und Kleinstwagen ist für Juni 2012 vorgesehen. Verbrauchsangaben stehen noch aus.
Eine Turbo-Variante des 1,2-L-Motors mit direkter Einspritzung ist für Anfang 2012 im KIA Rio der dritten Generation eingeplant. Bei 130 PS und 190 Nm soll sie 111 g/km CO2 emittieren. Dies entspräche 4,5 bis 5 Liter Benzin auf 100 km.

## Kappa II BiFuel und FFV
Der 1,0-L-Motor debütierte zeitgleich zur Benzin-Variante auch in einer Autogas-(„BiFuel“, „LPG“) und Ethanol-(„FFV“)-Variante.
Die Autogas-Version wird als Dieselalternative auch in Europa angeboten werden. Außer einem 35-Liter-Autogastank enthalten diese Fahrzeuge einen 10-Liter-Benzintank, um Gegenden ohne Autogastankstellen befahren zu können. Da Kleinstwagen jedoch meist in Wohnortnähe genutzt werden, ist die Autogasverfügbarkeit auf unbekannten Langstrecken von geringer Bedeutung. Änderungen im Motor dürften eine erhöhte Kompression (etwa 12:1 anstelle 10,5:1) und eine daraus folgende Überarbeitung der Kolben und Ventile umfassen. Eine höhere Verdichtung nutzt mehr Kraftstoffenergie (hier etwa 8 %) und wird durch die Autogasklopffestigkeit auch ermöglicht. Dessen Energiedichte liegt jedoch 25 % unter der von Benzin, so dass ein Mehrverbrauch bleibt. Im Normtestzyklus des Kia Picanto sind es sogar 38 %.
Die FlexiFuelVehicle-Version ist auf die Verwendung von 85 % Ethanol im Benzin ausgelegt und wird in Brasilien und Paraguay angeboten. Für den 10-prozentigen Ethanolanteil im europäischen E10-Kraftstoff ist jeder Benzinmotor von Hyundai/KIA seit 1992 geeignet.

## Kappa III
1.0 MPi & T-GDi
G3LA Motor – Der 2011 vorgestellte 1.0L MPi-Motor aus der Kappa-Familie ist ein Dreizylinder-Benziner mit Saugrohreinspritzung. Dieser Motor war Teil der Hyundai-Kia-Produktstrategie, kleine Motoren mit hoher Leistung und maximaler Kraftstoffeffizienz zu entwickeln. Der 1.0L Kappa hat einen Aluminiumzylinderkopf mit vier Ventilen pro Zylinder und doppelte obenliegende Nockenwellen. Der Ventiltrieb war der erste in der 1,0-Liter-Klasse, der mit einem Dual-CVVT-System (Continuously Variable Valve Timing) ausgestattet war und wird von einer Steuerkette angetrieben. Ein Saugmotor mit klassischer Mehrpunkt-Kraftstoffeinspritzung und mit zwei Ansaugkrümmeroptionen wurde gebaut – mit konstanter Länge oder variabler Länge (Hyundai VIS).
G3LC Motor – Im Jahr 2015 vorgestellt, besteht der Turbomotor gleich wie der Saugmotor ausschließlich aus Aluminium, der Zylinderkopf wurde jedoch merklich modifiziert. Die Mehrpunkt-Kraftstoffeinspritzung wurde durch eine Direkteinspritzung ersetzt. Der Zylinderkopf hat einen integrierten wassergekühlten Auspuffkrümmer, was dem schnelleren Aufwärmen des Katalysators hilt und die thermische Belastung und den Verschleiß des Turboladers verringert. Der Motor ist mit einem Single-Scroll-Turbolader und einem elektronisch gesteuerten Wastegate ausgestattet. Außerdem verfügt der G3LC-Motor über ein neues Split-Cooling-Konzept. Dies bedeutet, dass das Kühlsystem aus zwei getrennten Kühlkanälen für Zylinderkopf und Motorblock besteht. Jeder der Kanäle verfügt über ein eigenes Thermostat. Der Zylinderblock wird zur Verringerung der Reibung stärker erwärmt und läuft effizienter. Der Zylinderkopf arbeitet bei niedrigeren Temperaturen, um Einspritzung und Verbrennung zu optimieren.
1.4 T-GDi
Der 1.4 T-GDi ist ein 1,4-Liter-Vierzylinder-Benzinmotor mit Turbolader und Direkteinspritzung und trägt die Kennung G4LD. Diese 1.4 Turboversion der Kappa Motorenfamilie wurde 2016 auf der Auto Expo im Hyundai i30 (PD) vorgestellt und wurde in verschiedenen Fahrzeugmodellen von Hyundai und KIA verbaut. Der Motor ist komplett aus Aluminium gefertigt und ist kleiner und 14 kg leichter als der alte 1.4L G4FA-Motor der Gamma-Familie. Er verfügt über einen offenen Zylinderblock aus Aluminium, einen 16-Ventil-Zylinderkopf aus Aluminium mit doppelter obenliegender kettengetriebener Nockenwelle, einen kopfintegrierten Abgaskrümmer, ein DUAL CVVT-System (variable Einlass- und Auslassventilsteuerung) und hydraulische Nockenstößel. Der Ansaugkrümmer besteht aus Kunststoff und verfügt über Hyundais VIS (Variable Induction System). Das Kühlsystem des Kappa 1.4L-Motors verfügt gleich wie bei dem G3LC Dreizylinder über zwei separate Kühlkanäle mit individuellen Thermostaten für Kopf und Motorblock. Der Kopfthermostat öffnet bei einer Temperatur von 88 °C und unterdrückt dadurch einer Klopfverbrennung vor, da der Kopf besser gekühlt wird. Das zweite Thermostat hält den Block auf einer etwas höheren Temperatur von 105 °C, was die Zylinderreibung deutlich verringert. Das Kraftstoffsystem arbeitet mit einem Druck von bis zu 200 bar und fördert den Kraftstoff mithilfe von Sechs-Loch-Injektoren direkt in die Zylinder. Der Single-Scroll-Turbolader ist mit einer elektrischen Wastegate-Steuerung ausgestattet.

## Daten
| Serie            | Motorcode | Hubraum (cm³) | Bohrung × Hub (mm) | Leistung (PS) bei (1/min) | Drehmoment (Nm) bei (1/min) | Zylinder | Verdichtung | Aufladung | Einspritzung |
| ---------------- | --------- | ------------- | ------------------ | ------------------------- | --------------------------- | -------- | ----------- | --------- | ------------ |
| Kappa 1          | - ? -     | 1197          | 71 × 75,6          | 75 bei 5200               | 112 bei 4000                | 4        | 10,5:1      | -         | MFI          |
| Kappa            | G4LA      | 1248          | 71 × 78,8          | 77/78 2 bei 6000          | 116/119 2 bei 4000          | 4        | 10,5:1      | -         | MFI          |
| Kappa 2          | G3LA      | 998           | 71 × 84            | 69 bei 6200               | 95 bei 3500                 | 3        | 10,5:1      | -         | MFI + VIS    |
| Kappa 2 BiFuel 3 | B3LA      | 998           | 71 × 84            | 82 bei 6400               | 94 bei 3400                 | 3        | - ? -       | -         | MFI + VIS    |
| Kappa 2 FFV 4    | - ? -     | 998           | 71 × 84            | 80 bei 6200               | 100 bei 4500                | 3        | - ? -       | -         | MFI + VIS    |
| Kappa 2          | - ? -     | 1197          | 71 × 75,6          | 80 bei 6000               | 112 bei 4000                | 4        | 10,5:1      | -         | MFI          |
| Kappa 2          | G4LA      | 1248          | 71 × 78,8          | 86 bei 6000               | 121 bei 4000                | 4        | 10,5:1      | -         | MFI          |
| Kappa 3          | G3LA      | 998           | 71 × 84            | 66 / 5800                 | 95 / 3500                   | 3        | 10,5:1      | -         | MPI          |
| Kappa 3          | G3LC      | 998           | 71 × 84            | 100 / 4500 120 / 6000     | 172 / 1500-4000 172 / 1700  | 3        | 10:1        | Turbo     | T-GDI + VIS  |
| Kappa 3          | G4LD      | 1353          | 71,6 × 84          | 142 / 6000                | 242 / 1500-3700             | 4        | 10:1        | Turbo     | T-GDI + VIS  |

## Einsatz
Der 1,20-L-Motor ersetzt in Indien den 1,25 L, daher sind in Hyundai-Modellen beide zu finden. KIA hat keine indische Niederlassung.
Hyundai i10
- i10 PA
  - G3LA (69 PS): 2011–heute (weltweit nur in der Schweiz, Großbritannien, Italien sowie Ungarn)
  - 1,20 L (75 PS): 2008–2010 (Indien)
  - 1,20 L (80 PS): 2010–heute (Indien)
  - G4LA (77/78 PS): 2008–2011 (Europa)
  - G4LA (86 PS): 2011–heute (Europa)

Hyundai i20
- i20 PB
  - G4LA (77/78 PS): 2008–2012 (Europa)
  - G4LA (86 PS): 2012–heute (Europa)
  - 1,20 L (80 PS): 2010–heute (Indien)
- i20 GB
  - 1,20 L G4LA (75 PS): 2014-heute (Europa)
  - 1,25 L G4LA (84 PS): 2014–heute (Europa)

Hyundai i30
- i30 PD seit 2016
  - 1,0 TGDI G3LC (120ps)
  - 1,4 TDGI G4LD (140ps)

KIA Picanto
- Picanto TA
  - G3LA, G4LA: 2011–heute
  - Kappa 2 BiFuel und FFV: ab Herbst 2011

KIA Rio
- Rio UB
  - G4LA: 2011–heute (Europa)

KIA Ceed
- Ceed CD
  - 1,0 T-GDI G3LC (100ps): 2019-heute
  - 1,0 T-GDI G3LC (120ps): 2018-heute
  - 1,4 T-GDI G4LD (140ps): 2018-heute